# Де-Хуп (природний заповідник)
Природний заповідник Де-Хуп — природний заповідник у Західнокапській провінції Південної Африки.
Заповідник розташований за три години їзди від Кейптауна в регіоні Оверберг, поблизу мису Агульяс. Площа заповідника 340 км². Де-Хуп охороняє ландшафти Капського флористичного регіону та є об’єктом Всесвітньої спадщини з 2004 року. Морська заповідна територія Заповідника Де-Хуп простягається на три морські милі в море від берегової лінії.

## Рослинність
Заповідник Де-Хуп є частиною найменшого та найбільш загрозливого царства рослин у світі, відомого як Квіткове королівство мису. Заповідник також містить одну з найбільших площ рідкісного низинного фінбоша.

## Тварини
Де-Хуп є притулком як для наземних, так і для морських тварин. Всього в заповіднику налічується 86 видів ссавців. До них належать рідкісні білолобий бубал і капська гірська зебра, а також канна, сірий козулин, бабуїн чакма, жовтий мангуст, каракал та леопард.
У водах заповідника Де-Хуп живуть дельфіни та тюлені. Затоки Де-Хупу є місцем розмноження південних китів. Всього в заповіднику мешкає 250 видів риб.
Загальна чисельність птахів заповідника становить 260 видів. У заповіднику гніздяться кілька водоплавних видів птахів. Заповідник також є домом для єдиної колонії рідкісного капського грифа, що залишилася в Західному Кейпі.

## Галерея

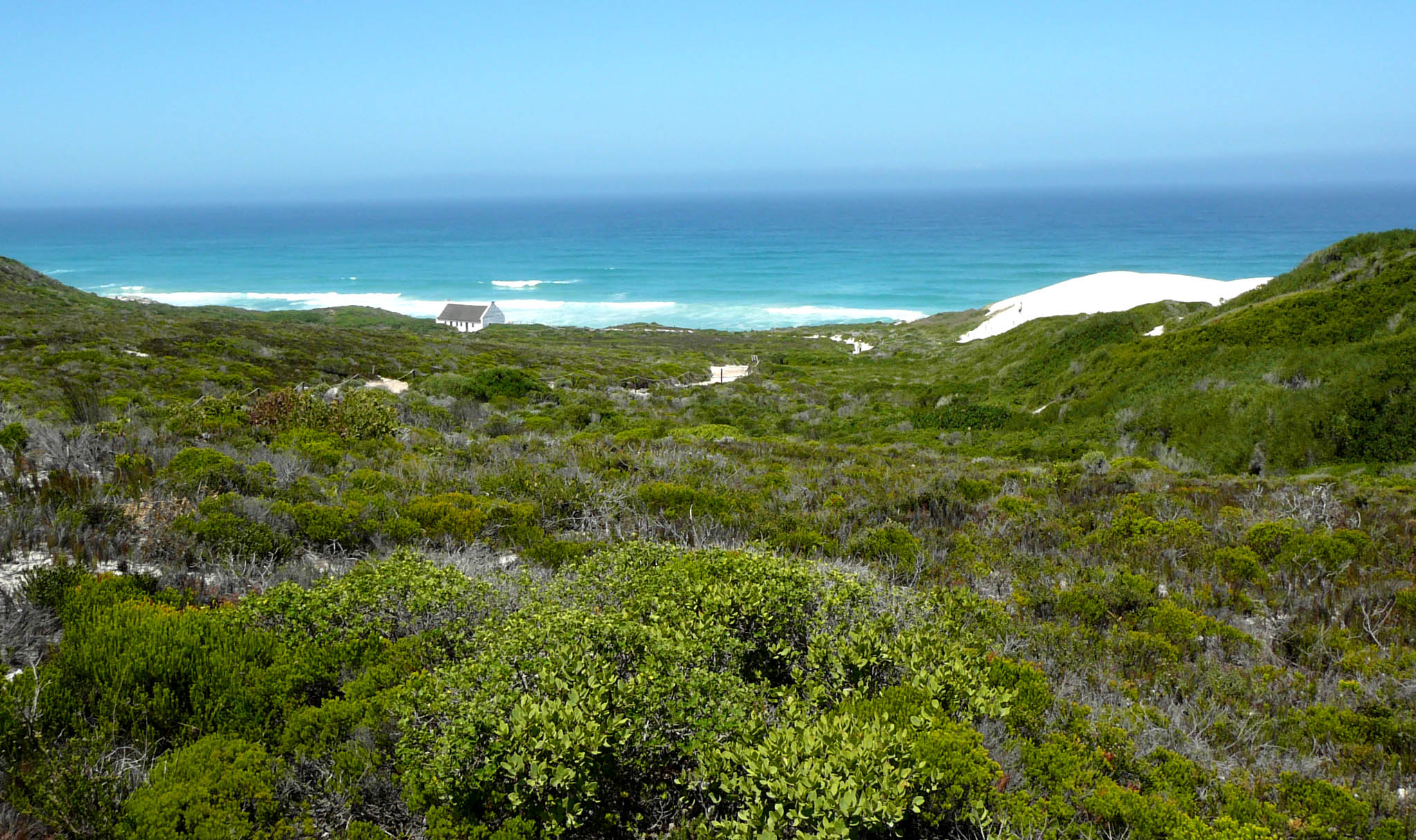
Природний заповідник Де-Хуп
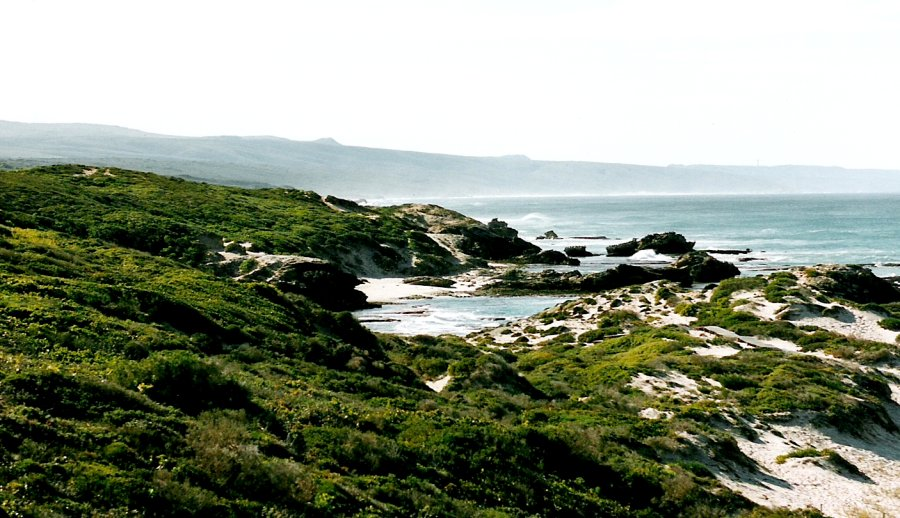
Пляж у природному заповіднику Де-Хуп
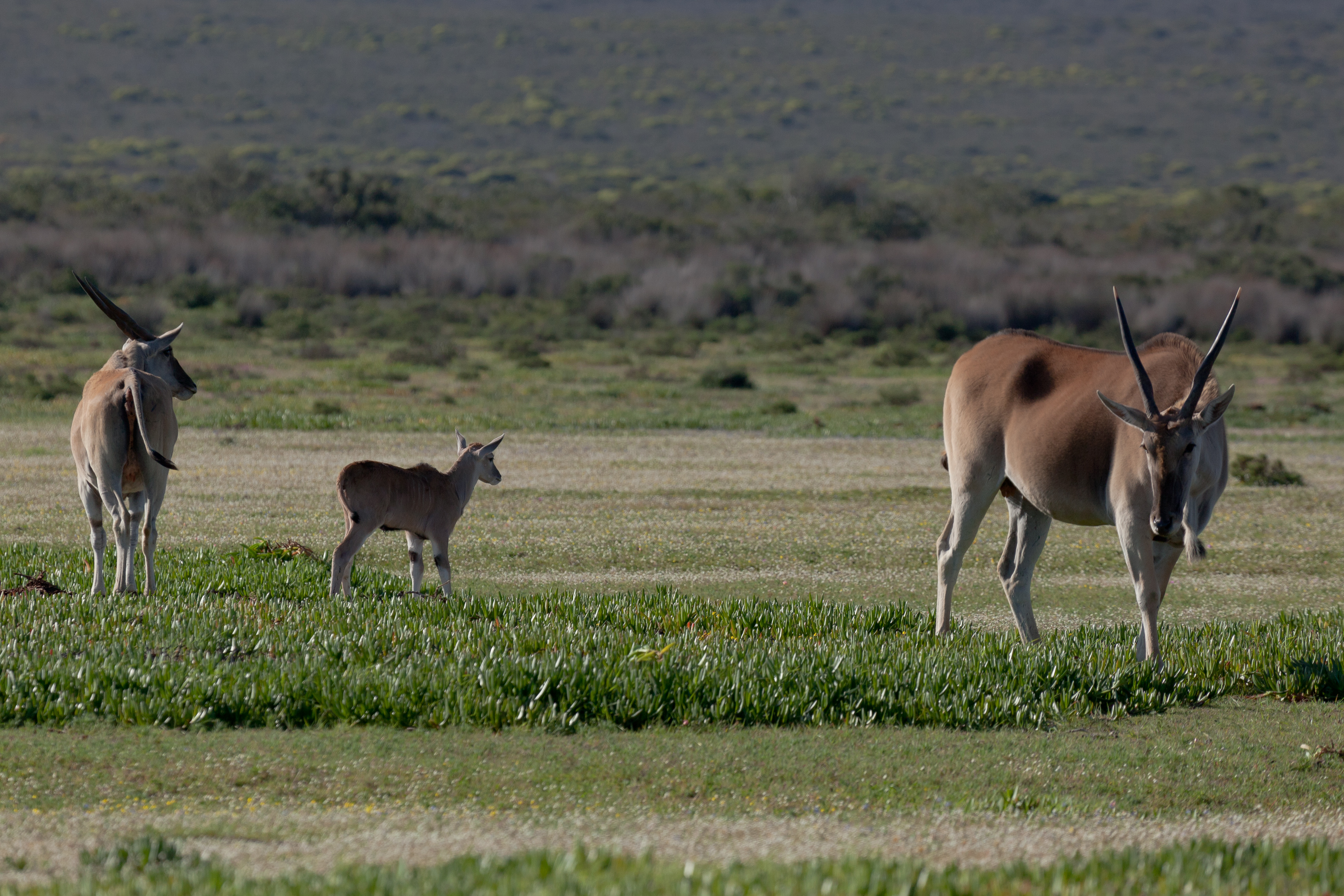
Канна звичайна
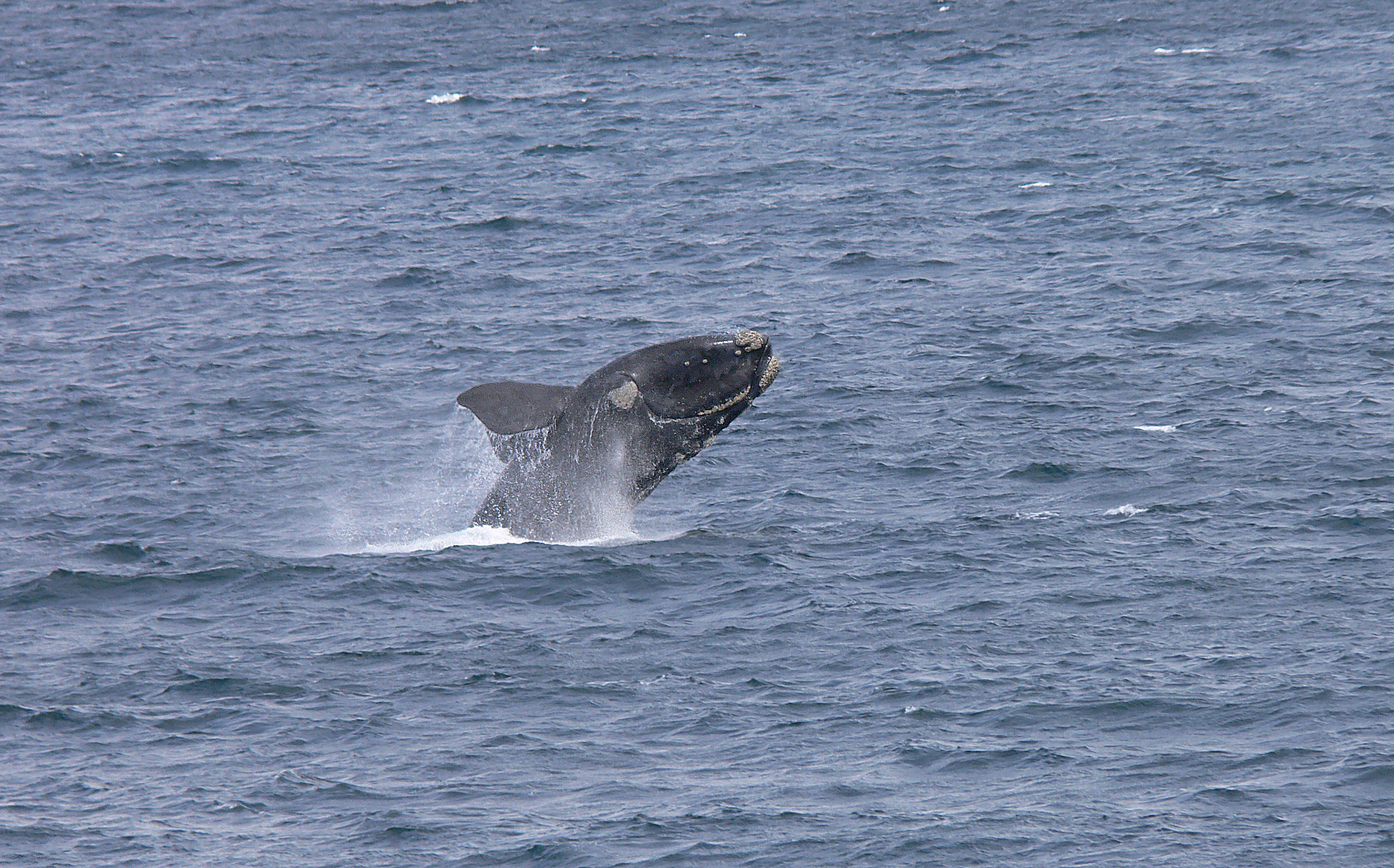
Південний гладкий кит в Заповіднику Де-Хуп
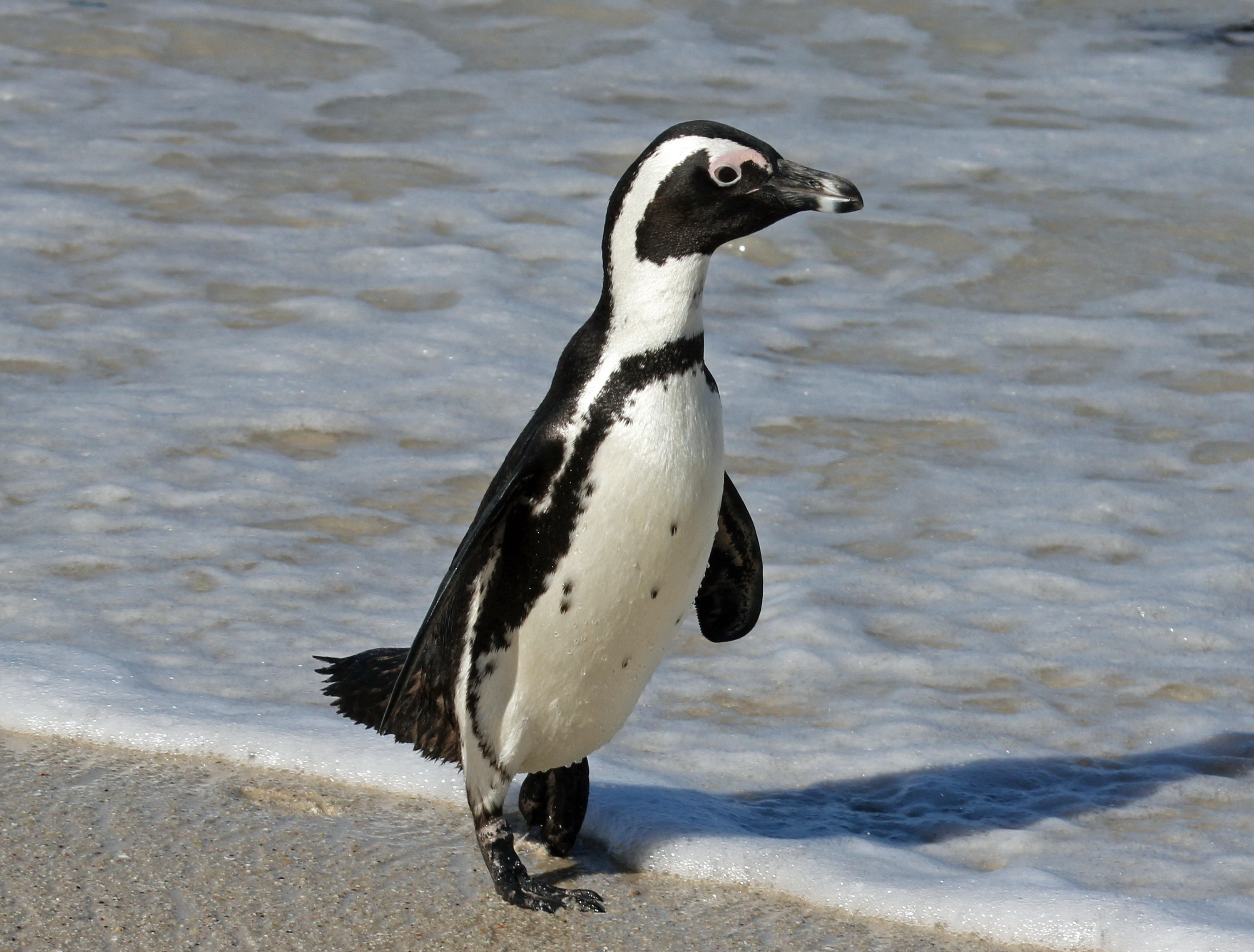
Африканський пінгвін
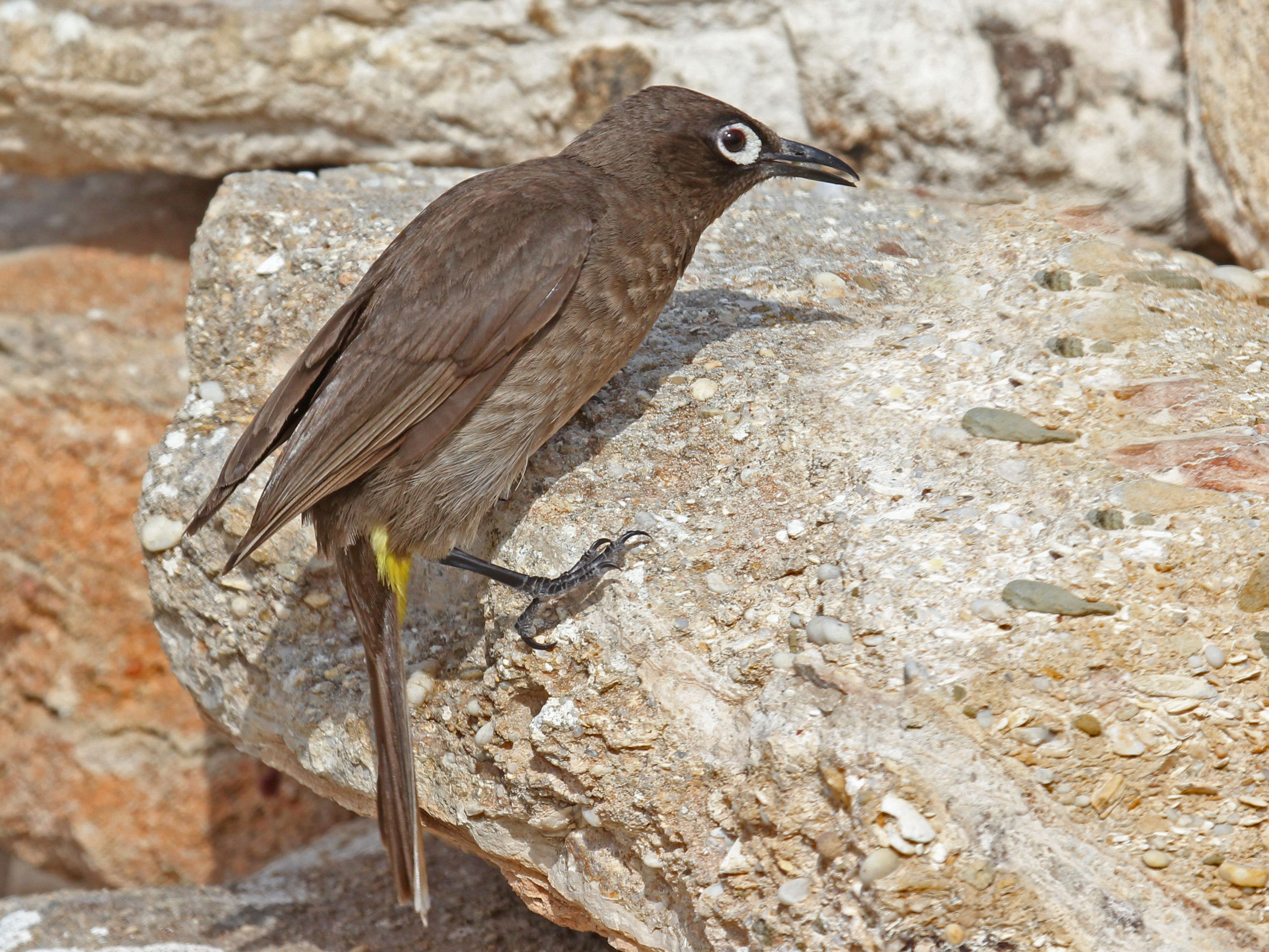
Мисовий бюльбюль